# 안슬기 (육상 선수)
안슬기(1992년 5월 29일 ~ )는 대한민국의 장거리 달리기 선수이다. 2016년 리우 올림픽과 2020년 도쿄 올림픽 마라톤 종목에 참가했다.

## 선수 경력
서울체육고등학교 재학 시절 장애물 달리기 선수로 활동했다. 2009년 전국체육대회 여자고등부 3000m 장애물 경기에 참가해 10분 41초 04를 기록하며 준우승을 했고 10KM 경기에서는 33분 59초를 기록하며 동메달을 획득했다. 하지만 햄스트링 부상으로 인해 선수 생활 은퇴를 고민하던 중  본인의 강점인 지구력을 이용할 수 있는 마라톤 종목으로 2012년에 변경했다. 2013년에 열린 대구국제마라톤대회에 마라톤 종목 공식 첫 출전해 2시간 48분 57초를 기록했다. 2014년에는 중앙서울마라톤에 참가해 2시간 37분 47초 결승선을 통과하며 개인 최고 기록 경신 및 우승했다. 2015년 10월 5일에 열린 송도 국제마라톤 대회 하프 마라톤에 출전해 1시간 14분 15초를 기록하며 우승했고, 뒤이어 열린 2015년 전국체육대회 마라톤 부분에서 2시간 38분 38초를 기록하며 우승했다. 동년 겨울에 열린 서울시 체육인의 밤 행사에서 최우수선수상을 수상했다.
2015년 말에 오른쪽 햄스트링 부상이 재발해 동계훈련에 제대로 참여하지 못했다. 16년 3월에 열린 서울 국제 마라톤 참가도 불투명했지만 부상 정도가 나아져 참가했고 2시간 32분 15초 기록, 전체 7위이자 본인 최고 기록을 달성했다. 대회 당시 발바닥에 물집이 생겨 피가 났지만 완주에 성공했다. 본 대회에서 대한민국 선수 중 1등을 달성하며 리우 올림픽 마라톤 부분 대표팀에 선발되었다. 8월 14일 열린 본 경기에 2시간 36분 50초에 완주 42위를 기록했다.
2018년에 참가한 대구국제마라톤대회에서 다리에 경련이 일어났지만 바늘로 다리를 찌르는 응급처치 후 완주했고 2시간 28분 17초를 기록하며 준우승했다. 7월에 일본 홋카이도에서 열린 호크렌 디스턴스 챌린지 3차 대회에서는 10000m에 참가했고 32분 33초 61로 들어와 대한민국 신기록을 달성했다. 2019년에 열린 서울 국제 마라톤에서는 2시간 27분 28초를 기록하며 개인 신기록을 달성했다. 2021년에 열린 도쿄 올림픽에도 연속으로 대표팀에 발탁되어 참가했으나 2시간 41분 11초를 기록하며 41위로 대회를 마쳤다.

## 개인 최고 기록
- 대한육상연맹 공식 기록

| # | 종목   | 기록            | 소속             | 날짜       | 대회명                          | 장소                     | 주석 및 기타 |
| 1 | 10000m | 32분33초61      | 서울주택도시공사 | 2018.07.11 | 호크렌 디스턴스 챌린지 3차 대회 | 일본 홋카이도 후카가와시 | [ 13 ]       |
| 2 | 마라톤 | 2시간 27분 28초 | 서울주택도시공사 | 2019.03.17 | 서울 국제 마라톤                | 대한민국 서울특별시      |              |

## 수상
- 2015년 서울특별시 체육인의 밤 최우수선수상[10]